# Peter Holland
Peter Holland, född 14 januari 1991, är en kanadensisk före detta professionell ishockeyforward som tillhör NHL-klubben Chicago Blackhawks och tidigare spelat för Djurgårdens IF i SHL.
Han har tidigare spelat på NHL-nivå för New York Rangers, Arizona Coyotes, Toronto Maple Leafs och Anaheim Ducks och på lägre nivåer för Hartford Wolf Pack, Rocket de Laval, Toronto Marlies, Norfolk Admirals och Syracuse Crunch i AHL och Guelph Storm i OHL.
Holland draftades i första rundan i 2009 års draft av Anaheim Ducks som 15:e spelare totalt.
Peter Holland anslöt till Djurgården Hockey i mitten av september 2021. Han kom då från en sejour i KHL och hade dessförinnan även gjort sju säsonger i NHL. Sejouren i Djurgårdströjan blev dock inte längre än 15 matcher, med sex assists som poängresultat. I oktober stängdes Holland av i fyra matcher och böter på drygt 40 000 kronor av disciplinnämnden efter att han i en match mot Luleå Hockey i en situation först slitit hjälmen av en motståndare; därefter kastat sina handskar och med knytnävarna slagit Luleåspelaren i ansiktet. Holland ursäktade sig med att han aldrig tidigare spelat i en liga där slagsmål resulterat i annat än fem minuters utvisning. Han hävdade även att hans mening aldrig varit att skada en motståndare.  Luleåspelaren drabbades som en följd av attacken av hjärnskakningsproblem och har inte kunnat spela vidare efter detta.  Tio månader senare så meddelas det att Luleåspelaren tvingas lägga ned sin hockeykarriär på grund av sviter från hjärnskakningen.
16e Mars 2022 meddelade Holland via sitt Twitterkonto att han avslutat sin hockeykarriär. 

## Statistik
| 2006–2007  | Brampton Battalion  | SCTA       | 60  | 59  | 60  | 119 | 107 | —  | —  | —  | —  | —  |
| 2007–2008  | Guelph Storm        | OHL        | 62  | 8   | 15  | 23  | 31  | 10 | 0  | 1  | 1  | 4  |
| 2008–2009  | Guelph Storm        | OHL        | 68  | 28  | 39  | 67  | 42  | 4  | 4  | 0  | 4  | 2  |
| 2009–2010  | Guelph Storm        | OHL        | 59  | 30  | 50  | 80  | 40  | —  | —  | —  | —  | —  |
| 2010–2011  | Guelph Storm        | OHL        | 67  | 37  | 51  | 88  | 57  | 6  | 3  | 6  | 9  | 4  |
|            | Syracuse Crunch     | AHL        | 3   | 3   | 3   | 6   | 0   | —  | —  | —  | —  | —  |
| 2011–2012  | Anaheim Ducks       | NHL        | 4   | 1   | 0   | 1   | 2   | —  | —  | —  | —  | —  |
|            | Syracuse Crunch     | AHL        | 71  | 23  | 37  | 60  | 59  | —  | —  | —  | —  | —  |
| 2012–2013  | Anaheim Ducks       | NHL        | 21  | 3   | 2   | 5   | 4   | —  | —  | —  | —  | —  |
|            | Norfolk Admirals    | AHL        | 45  | 19  | 20  | 39  | 68  | —  | —  | —  | —  | —  |
| 2013–2014  | Anaheim Ducks       | NHL        | 4   | 1   | 0   | 1   | 2   | —  | —  | —  | —  | —  |
|            | Norfolk Admirals    | AHL        | 10  | 5   | 4   | 9   | 22  | —  | —  | —  | —  | —  |
|            | Toronto Maple Leafs | NHL        | 39  | 5   | 5   | 10  | 16  | —  | —  | —  | —  | —  |
|            | Toronto Marlies     | AHL        | 14  | 5   | 5   | 10  | 10  | 11 | 7  | 8  | 15 | 6  |
| 2014–2015  | Toronto Maple Leafs | NHL        | 62  | 11  | 14  | 25  | 31  | —  | —  | —  | —  | —  |
| 2015–2016  | Toronto Maple Leafs | NHL        | 65  | 9   | 18  | 27  | 28  | —  | —  | —  | —  | —  |
| 2016–2017  | Toronto Maple Leafs | NHL        | 8   | 0   | 1   | 1   | 4   | —  | —  | —  | —  | —  |
|            | Arizona Coyotes     | NHL        | 40  | 5   | 6   | 11  | 18  | —  | —  | —  | —  | —  |
| 2017-2018  | Rocket de Laval     | AHL        | 20  | 8   | 11  | 19  | 19  | —  | —  | —  | —  | —  |
|            | New York Rangers    | NHL        | 23  | 1   | 3   | 4   | 7   | —  | —  | —  | —  | —  |
|            | Hartford Wolf Pack  | AHL        | 16  | 5   | 9   | 14  | 21  | —  | —  | —  | —  | —  |
| 2018-2019  | Hartford Wolf Pack  | AHL        | 52  | 20  | 29  | 49  | 50  | —  | —  | —  | —  | —  |
|            | Rockford Icehogs    | AHL        | 1   | 0   | 2   | 2   | 2   | —  | —  | —  | —  | —  |
| 2021 -     | Djurgården Hockey   | SHL        | 4   | 0   | 3   | 3   | —   | —  | —  | —  | —  | —  |
| NHL totalt | NHL totalt          | NHL totalt | 266 | 36  | 49  | 85  | 112 | —  | —  | —  | —  | —  |
| AHL totalt | AHL totalt          | AHL totalt | 232 | 88  | 120 | 208 | 251 | 11 | 7  | 8  | 15 | 6  |
| OHL totalt | OHL totalt          | OHL totalt | 256 | 103 | 155 | 258 | 170 | 25 | 10 | 12 | 22 | 22 |
| SHL TOTALT | SHL TOTALT          | SHL TOTALT | 4   | 0   | 3   | 3   | —   | —  | —  | —  | —  | —  |